# Michio Ariyoshi
Pour les articles homonymes, voir Ariyoshi.
Michio Ariyoshi est un joueur de shōgi professionnel japonais né le 27 juillet 1935 à Bizen dans la préfecture d'Okayama et mort le 27 septembre 2022.
Il a remporté le titre de Kisei et la Coupe NHK.

## Biographie et carrière
Michio Ariyoshi est né en 1935.
Il a remporté
- le titre de Kisei en 1972 (2e semestre) contre le Meijin Makoto Nakahara ;
- la coupe NHK en 1980 contre Makoto Nakahara ;
- le championnat Hayashi en 1978 et 1987.

Il perdit :
- un match pour le titre de Meijin en 1969 contre  Yasuharu Oyama ;
- deux matchs pour le titre de Kisei (au (1er semestre) 1973 et au 1er semestre 1978) ;
- la finale du Ōza en 1969 ;
- deux finales du Ōi (en 1966 et 1968) ;
- trois finale du Osho (en 1971, 1975 et 1977).

.
Il a été classé 9e dan à partir de 1957.
Il a arrêté sa carrière de joueur professionnel de shogi en 2010.
Il est mort à 87 ans des suites d'une pneumonie en 2022.

## Publication
Ariyoshi est l'auteur d'un livre de tsume shogi intitulé  121 problèmes de tsume shogi (詰将棋121選) et paru en 1976.